# Yudai Nagano
Yudai Nagano (en japonés: 永野雄大, Nagano Yudai; 15 de octubre de 1998) es un deportista japonés que compite en esgrima, especialista en la modalidad de florete.
Participó en dos Juegos Olímpicos de Verano, obteniendo una medalla de oro en París 2024, en la prueba por equipos (junto con Kyosuke Matsuyama, Takahiro Shikine y Kazuki Iimura), y el cuarto lugar en Tokio 2020, en la misma prueba.

## Palmarés internacional
| Juegos Olímpicos | Juegos Olímpicos | Juegos Olímpicos | Juegos Olímpicos    |
| Año              | Lugar            | Medalla          | Prueba              |
| ---------------- | ---------------- | ---------------- | ------------------- |
| 2024             | París (Francia)  | Medalla de oro   | Florete por equipos |